# Banjurpasar
Banjurpasar is een bestuurslaag in het regentschap Kebumen van de provincie Midden-Java, Indonesië. Banjurpasar telt 2858 inwoners (volkstelling 2010).